# Петриневский район
Петриневский район — административно-территориальная единица в составе Ленинградской и Вологодской областей РСФСР, с центром в селе Воскресенское, существовавшая в 1927—1955 годах.
В 1924 году 1-я и 2-я Петриневские волости объединились в одну. Название, видимо, связаны с деревнями с волостным управлением: Петрино (возле Воскресенского) и Петряево (на юго-западе).
Петриневский район в составе Череповецкого округа Ленинградской области был образован в августе 1927 года из 12 сельсоветов Череповецкого уезда и 4 с/с Белозерского уезда Череповецкой губернии.
Всего было образовано 16 с/с: Аннинский, Васильевский, Воскресенский, Дермянинский, Дмитриевский, Енюковский, Ивановский, Киргодский, Кнутовский, Красковский, Литвиновский, Павловский, Пантелеймоновский, Романовский, Толстиковский, Чукшенский.
В ноябре 1928 года Киргодский с/с был передан Пришекснинский район. Одновременно был упразднён Мальцевский с/с и образованы Мальцевский и Галинский с/с. В 1931 году из Кадуйского района в Петриневский были переданы Козловский, Красковский, Петропочинковский и Семеногорский с/с, а в январе 1932 из Череповецкого района в Петриневский были переданы Угрюмовский и Ягановский с/с.
23 сентября 1937 года Петриневский район был передан в Вологодскую область.
12 декабря 1955 года Петриневский район был упразднён, а его территория была передана в Череповецкий район.